# María Teresa Salazar Bermúdez
María Teresa Salazar Bermúdez (Villanueva del Ariscal, Sevilla, 1909, Madrid, 27 de novembre de 1982), fou una química espanyola que treballà en la determinació de masses atòmiques amb Enric Moles. És una de les dones que pitjor tracte laboral van rebre durant l'època franquista en negar-li sistemàticament una merescuda càtedra de Química Física.
Salazar estudià el batxillerat a l'actual IES San Isidoro de Sevilla i inicià la carrera de Ciències Químiques a la Universitat de Sevilla el 1924. En acabar la llicenciatura el 1929, realitzà un curs pràctic de Química Física, Electroquímica i Electroanàlisi sota la direcció del catedràtic de Química Inorgànica de la Universitat de Madrid, Enric Moles i Ormella (1883-1953). Després d'aquest curs el gener de 1930 fou contractada com a professora auxiliar en la Secció de Químiques de la Facultat de Ciències de l'esmentada Universitat, adscrita a la secció de Química Física, dirigida per Moles. A l'any següent, llegí la seva tesi doctoral titulada Nueva revisión de la densidad normal del gas óxido de carbono. Fou una de les més properes col·laboradores de Moles a l'Institut Nacional de Física i Química (INFQ) i amb qui publicà diversos articles d'investigació. Junts revisaren la massa atòmica del carboni, calculant un valor que indicava l'existència d'un isòtop de nombre màssic 13.
Durant la seva estada a l'Institut fou becada per la Junta per a l'Ampliació d'Estudis. El 1934 sol·licità estudiar el nucli atòmic a l'Institut del Radi de París dirigit per la premi Nobel Marie Curie (1867-1934), però la reestructuració de l'Institut produïda després de la seva mort aquest mateix any portà a Salazar al Laboratori de Química Física Aplicada de la Universitat de París sota la direcció del professor René Audubert. L'estada a París durà un any, i realitzà determinacions de la tensió superficial en les matèries colorants a temperatura constant, començant pel verd malaquita.
La Guerra Civil truncà la seva carrera com a científica i fou represaliada. L'abril de 1940 recuperà la seva posició a l'INFQ amb els mateixos drets, sense sancionar-la. A partir d'aquest any i fins al 1943, es presentà a totes les places de catedràtica de Química-Física que es convocaven en ciutats espanyoles, València, Sevilla, Múrcia, Valladolid, Madrid, Saragossa, topant amb la fèrria guàrdia franquista formada per professors com Antoni Rius i Miró, Octavio Rafael Foz Gazulla, Ángel Santos Ruiz o José María González Barredo, sent en cadascuna d'elles eliminada per valoracions negatives que tenien a veure amb els seus treballs fets en col·laboració, el que denotava una enorme falta d'iniciativa; la seva vinculació amb el professor Moles, empresonat per la seva col·laboració amb el govern republicà o per raons concernents amb la seva condició de dona. Lluità, recorregué resultats i recusà membres dels tribunals, però no aconseguí plaça de catedràtica. El 1965 obtingué per oposició la plaça de professora adjunta d'Estructura Atòmica-Molecular i Espectrografia de la Universitat Complutense de Madrid. El novembre de 1971 es jubilà essent Cap del Laboratori de Química general de la Universitat Complutense.